# Казаринов, Владимир Михайлович
Влади́мир Миха́йлович Каза́ринов (4 (17) апреля 1896 года, Нерчинск — 5 ноября 1979, Ленинград) — советский актёр театра и кино, Заслуженный артист РСФСР (1953).

## Биография
Родился в Нерчинске. С 1928 работал в Театре Сатиры. В середине 30-х годов — актёр ленинградского театра ЛОСПС, снимался в кино. Затем в 1959—1962 Владимир Казаринов был актёром Ленинградского академического Большого драматического театра имени М. Горького (сейчас Большой драматический театр имени Г. А. Товстоногова), затем Театра им. Ленинского комсомола.

## Награды
- Лауреат Сталинской премии первой степени (1950) — за спектакль «Из искры…» Ш. Н. Дадиани, поставленный на сцене ЛДТ имени Ленинского Комсомола.
- Заслуженный артист РСФСР (1953)

## Творчество

### Работы в театре
1. 1950 — «Из искры…» Ш. Н. Дадиани
2. 1966 — «Карьера Артуро Уи» — Догсборо

### Фильмография
1. 1936 — Девушка спешит на свидание — главврач
2. 1936 — Депутат Балтики — дворник
3. 1937 — Пётр Первый — пьяный поп
4. 1948 — Драгоценные зёрна — представитель райкома
5. 1950 — Великая сила — ученый из Москвы
6. 1950 — Мусоргский — вельможа в ложе
7. 1954 — Кортик — Буш-отец, шарманщик
8. 1955 — Овод — хозяин кабачка
9. 1957 — Дон Кихот — кабатчик
10. 1958 — Отцы и дети — дворецкий Одинцовой
11. 1960 — Мост перейти нельзя — Чарли
12. 1961 — Водяной — Тихон Тихонович
13. 1962 — 713-й просит посадку — бармен (в титрах не указан)
14. 1964 — Весенние хлопоты — Корней Иванович
15. 1964 — Зайчик — дирижёр
16. 1964 — Помни, Каспар… — комендант
17. 1965 — Клементина
18. 1965 — Римские рассказы — Марио
19. 1966 — В городе С. — ревнивый муж
20. 1966 — Два билета на дневной сеанс — дядя Костя, сотрудник лаборатории
21. 1966 — Три толстяка — важный горожанин
22. 1967 — Суд — староста
23. 1974 — Врача вызывали? — секретарь товарищеского суда
24. 1975 — Прошу слова — Гриша, старый большевик
25. 1976 — Синяя птица — Удовольствие Ничего Не Делать